# 히아킨토스

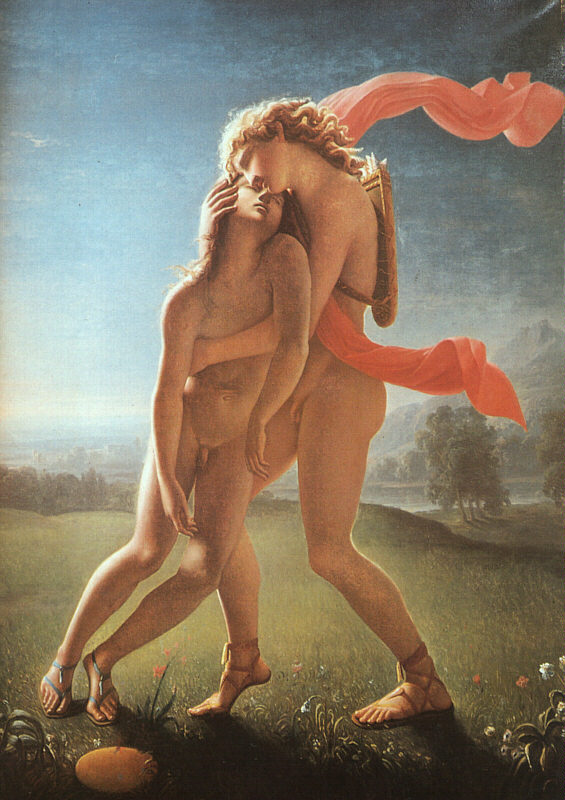
히아킨토스의 죽음, 쟝 브로크

히아킨토스(Υάκινθος)는 그리스 신화에서 아폴론이 애지중지하여 항상 데리고 다니던 소년이었다.

## 신화
어느 날 이 둘은 원반 던지기 놀이를 했다. 아폴론이 원반을 던지자 질투에 찬 서풍의 신 제피로스가 그것의 방향을 바꾸어 버렸다. 자기도 빨리 던져보고 싶어서 원반을 받으려고 달려가던 히아킨토스는 땅에 떨어진 다음 다시 튀어오른 원반에 머리를 맞고 쓰러져 죽어 버렸다. 그때 흘린 피에서 그의 이름을 딴 꽃인 히아신스가 피어났다.

## 같이 보기
- 아폴론
- 키파리소스
- 제비고깔속